# Венансиу, Фредерику
Фредерику Андре Ферран Венансиу (порт. Frederico André Ferrão Venâncio; родился 4 февраля 1993 года в Гамбия — Понтеш — Алту-да-Герра, Португалия) — португальский футболист, защитник клуба «Эйбар».

## Клубная карьера
Венансиу — воспитанник клубов «Бенфика» и «Витория Сетубал». 30 декабря 2012 года в поединке Кубка португальской лиги против «Насьонал Фуншал» Фредерику дебютировал в составе последнего. 13 января 2013 года в матче против «Морейренсе» он дебютировал в Сангриш Лиге. 7 апреля в поединке против «Риу Аве» Венансиау забил свой первый гол за «Виторию».

## Международная карьера
В 2015 году в составе молодёжной сборной Португалии Венансиу завоевал серебряные медали молодёжного чемпионата Европы в Чехии. На турнире он был запасным и на поле не вышел.

## Достижения
Португалия (до 21)
- Серебряный призёр молодёжного чемпионата Европы: 2015